# Supercopa da França de 2017
A Supercopa da França de 2017 ou Trophée des Champions 2017 foi a 22ª edição do torneio, disputada em partida única entre o campeão da Ligue 1 de 2016–17 (Monaco) e o campeão da Copa da França de 2016–17 (Paris Saint-Germain). O jogo foi disputado no Grand Stade de Tanger em Tânger.
O Paris Saint-Germain venceu o jogo por 2–1 e conquistou o título.

## Participantes
| Equipe              | Classificação                        |
| ------------------- | ------------------------------------ |
| Monaco              | Campeão da Ligue 1 de 2016–17        |
| Paris Saint-Germain | Campeão da Copa da França de 2016–17 |

## Partida
| 29 de julho de 2017 | Monaco     | 1 – 2     | Paris Saint-Germain           | Grand Stade de Tanger, Tânger                      |
| 21:00 (UTC+2)       | Sidibé 30' | Relatório | Daniel Alves 51' · Rabiot 63' | Público: 43 761 Árbitro: MAR Noureddine El Jaafari |

| Monaco | PSG |

| MONACO:         |    |                     |     |     |
|                 |    |                     |     |     |
| G               | 1  | Danijel Subašić     |     |     |
| LD              | 38 | Almamy Touré        |     |     |
| Z               | 25 | Kamil Glik          | 51' |     |
| Z               | 5  | Jemerson            |     |     |
| LE              | 4  | Terence Kongolo     |     | 66' |
| M               | 19 | Djibril Sidibé      | 49' | 77' |
| M               | 17 | Youri Tielemans     |     |     |
| M               | 2  | Fabinho             | 82' |     |
| M               | 27 | Thomas Lemar        |     |     |
| A               | 9  | Radamel Falcao      |     |     |
| A               | 10 | Kylian Mbappé       |     | 71' |
| Substituições:  |    |                     |     |     |
| M               | 20 | Rony Lopes          |     | 66' |
| A               | 11 | Guido Carrillo      |     | 71' |
| M               | 12 | Allan Saint-Maximin |     | 77' |
| Treinador:      |    |                     |     |     |
| Leonardo Jardim |    |                     |     |     |

| PARIS SAINT-GERMAIN: |    |                    |     |     |
|                      |    |                    |     |     |
| G                    | 16 | Alphonse Areola    |     |     |
| LD                   | 12 | Thomas Meunier     |     |     |
| Z                    | 5  | Marquinhos         |     |     |
| Z                    | 2  | Thiago Silva       |     |     |
| LE                   | 20 | Layvin Kurzawa     |     |     |
| M                    | 6  | Marco Verratti     | 82' | 90' |
| M                    | 8  | Thiago Motta       |     | 71' |
| M                    | 25 | Adrien Rabiot      |     |     |
| A                    | 32 | Daniel Alves       |     |     |
| A                    | 9  | Edinson Cavani     |     |     |
| A                    | 10 | Javier Pastore     |     | 86' |
| Substituições:       |    |                    |     |     |
| M                    | 14 | Blaise Matuidi     |     | 71' |
| A                    | 15 | Gonçalo Guedes     |     | 86' |
| M                    | 24 | Christopher Nkunku |     | 90' |
| Treinador:           |    |                    |     |     |
| Unai Emery           |    |                    |     |     |

| Melhor em campo: Daniel Alves Bandeirinhas: MAR Hicham Ait Abbou MAR Lahcen Azgaou Quarto árbitro: MAR Adil Zourak |

## Campeão
| Supercopa da França de 2017   |
| ----------------------------- |
| PARIS SAINT-GERMAIN 7° titulo |